# John McGiver
John McGiver, né John Irwin McGiver le 5 novembre 1913 à New York (États-Unis) et mort le 9 septembre 1975 à West Fulton dans l'État de New York (États-Unis), est un acteur américain.

## Biographie
Il est né à Manhattan (New York). Il est fils d’immigrants irlandais. Il est diplômé du lycée jésuite Regis en 1932. Puis il obtient une licence en anglais de l’Université Fordham (1938), et une maîtrise de l’Université Columbia et de l’Université catholique d'Amérique. Ensuite, il s’engage comme professeur d’anglais, et travaille comme acteur à Irish Repertroy Theater de New York. Ensuite, il interrompe ses activités et s’engage dans l’US Army en 1942, en tant qu’officier dans la 7e division blindée en Europe durant le Seconde guerre mondiale. De retour aux États-Unis d'Amérique, il continue à enseigner l’anglais au lycée Christopher Columbus au Bronx. Durant cette période, il a travaillé occasionnellement dans des pièces de théâtre-off à Broadway en 1955 avant devenir un acteur à part entier.

## Carrière
Il est crédité de plus d’une centaine d’apparitions aussi bien au cinéma qu’à la télévision entre 1955 et 1975. D’un physique corpulent et d’une diction précise, il représente souvent des personnages aristocrates ou des bureaucrates. On peut s'en rendre compte dans des films tels que Diamants sur canapé (1961), Un crime dans la tête (1962), ou Un chef de rayon explosif (1963). Il est apparu, en 1975, dans la première série de publicités pour la carte de crédit American Express.
Il débute véritablement sa carrière en 1959, dans un épisode d'un drame d’espionnage The Assassin de NBC avec David Hedison. Puis, en 1962, il joue Gramps dans l’épisode Le Septième Jour de la Création de NBC avec Wendell Corey et Jack Ging. Ensuite, il est présent dans les épisodes d’Alfred Hitchcock présente (série télévisée 1955) : Six People No Music et Fatal Figures, ainsi que dans l'épisode de Twilight Zone : Sounds and Silences. En 1971, il joue dans Alias Smith and Jones (saison 1, épisode 8, A Fistful of Diamonds).
En 1966, il apparait dans le film Le Sport favori de l'homme avec Rock Hudson et Paula Prentiss. Entre 1963-1964, John McGiver interprète J. R. Castle – patron de Martin Lane, le journal fictif The Chronocle – dans cinq épisodes de The Patty Duke Show. Entre 1964-1965, il joue dans un Sitcom de CBS, la fameuse série télévisée Many Happy Returns, le rôle de Walter Burnley, un veuf, chef du département des plaintes d’un grand magasin de Los Angeles en jouant avec Mark Goddard, Elinor Donahue, Elena Verdugo et Mickey Manners.
John McGiver joue aussi en 1966, dans un épisode de L’Île aux naufragés. Il intervient également, entre 1964-1972, dans le sitcom d’ABC, Ma sorcière bien-aimée.

## Vie privée
McGiver était marié à Ruth Schmigelsky de 1947 jusqu'à sa mort; ils ont eu dix enfants: Brigit, Maria, Terry, Basil, Clare, Oliver, Ian, Clemens, Boris et Cornelia. Boris McGiver, le neuvième enfant de la grande famille des McGivers, a suivi les traces de son père, travaillant comme acteur professionnel dans les films et à la télévision depuis 1987. 
John McGiver est mort, à 61 ans, d'une crise cardiaque le 9 septembre 1975 à son domicile de West Fulton ou Fulton, Schoharie County à New York.

## Filmographie sélective
- 1957 : L'Homme à l'imperméable de Julien Duvivier : O'Brien
- 1957 : Ariane (Love in the Afternoon) de Billy Wilder : Monsieur X
- 1958 : I Married a Woman de Hal Kanter
- 1959 : Un mort récalcitrant (The Gazebo) de George Marshall : Sam Thorpe
- 1961 : Diamants sur canapé (Breakfast at Tiffany) de Blake Edwards : le vendeur chez Tiffany
- 1961 : L'Américaine et l'Amour (Bachelor in Paradise) de Jack Arnold : Austin Palfrey
- 1962 : M. Hobbs prend des vacances (Mr. Hobbs Takes a Vacation) d'Henry Koster : Martin Turner
- 1962 : Un crime dans la tête (The Manchurian Candidate) de John Frankenheimer : le sénateur Thomas Jordan
- 1962 : L'École des jeunes mariés (Period of Adjustment) de George Roy Hill : Stewart P. McGill
- 1962 : L'Inconnu du gang des jeux (Who's Got the Action?) de Daniel Mann : le juge Fogel
- 1963 : Un chef de rayon explosif (Who's Minding the Store?) de Frank Tashlin : John P. Tuttle
- 1963 : La Quatrième Dimension (The Twilight Zone) (Série TV) : épisode Le Chantre (The Bard) (saison 4, épisode 18) : Shannon
- 1964 : Le Sport favori de l'homme (Man's Favorite Sport?) d'Howard Hawks : William Cadwalader
- 1964 : Papa play-boy (A Global Affair) de Jack Arnold : M. Snifter
- 1964 : La Quatrième Dimension (The Twilight Zone) (Série TV) : épisode Chut ! (Sounds and Silences) de Richard Donner (saison 5, épisode 27) : Roswell G. Flemington
- 1965 : Les Inséparables (Marriage on the Rocks) de Jack Donohue : Shad Nathan
- 1966 : La blonde défie le FBI (The Glass Bottom Boat) de Frank Tashlin : Ralph Goodwin
- 1967 : Trois fantômes à la plage (The Spirit is willing) de William Castle : l'oncle George
- 1967 : Les Mystères de l'Ouest (The Wild Wild West), (série TV) - Saison 3 épisode 13, La Nuit du double Jeu (The Night of the Turncoat), de James B. Clark : Elisha Calamander
- 1969 : Macadam Cowboy (Midnight Cowboy) de John Schlesinger : Monsieur O'Daniel
- 1971 : L'Homme de la loi (Lawman) de Michael Winner : le maire Sam Bolden
- 1971 : Le Virginien (TV) saison 9 épisode 24 (Jump-Up) : John Timothy Driscoll
- 1973 : Arnold de Georg Fenady : le gouverneur